# 白沙澳何氏舊居

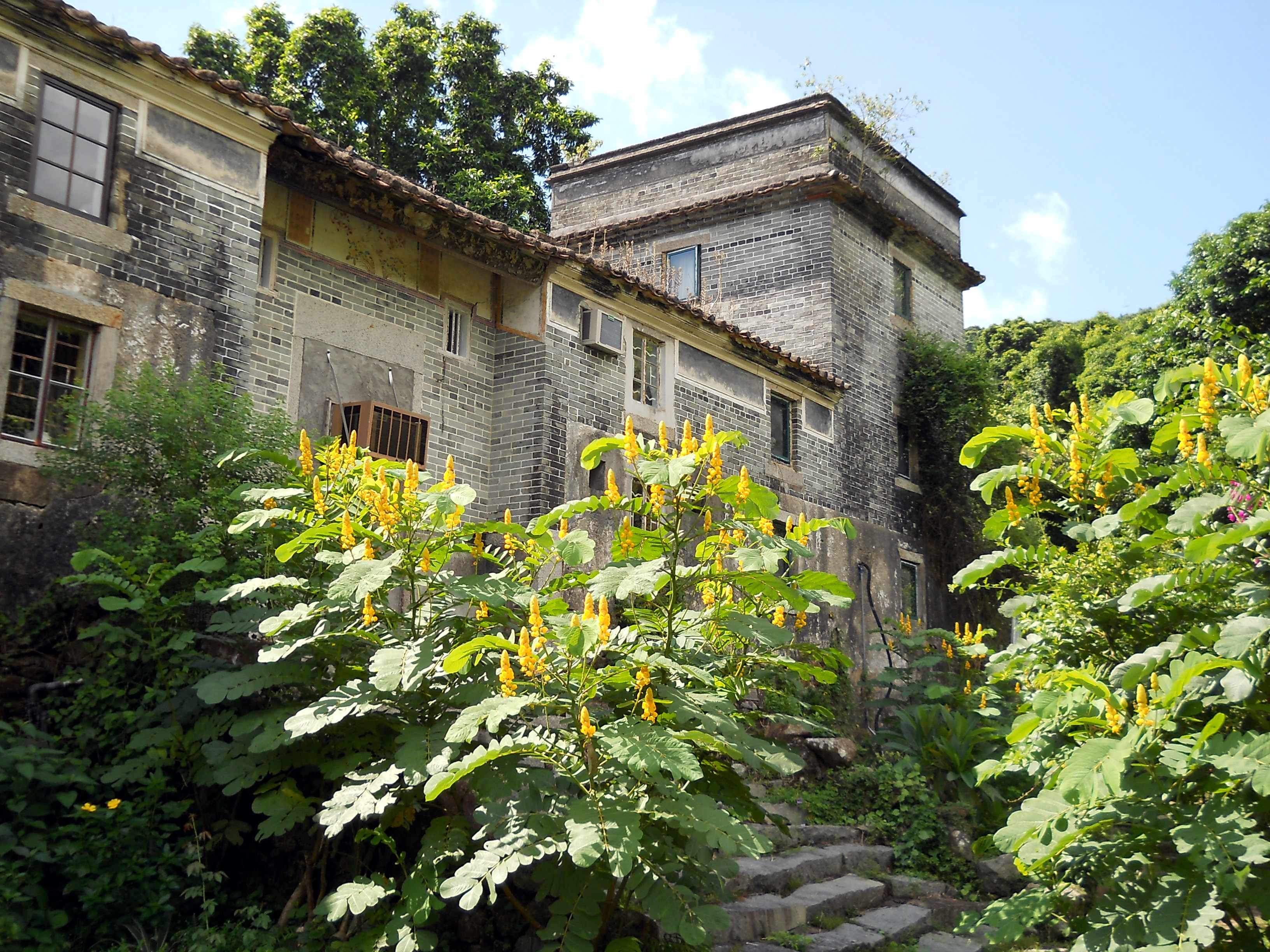
何氏舊居更樓

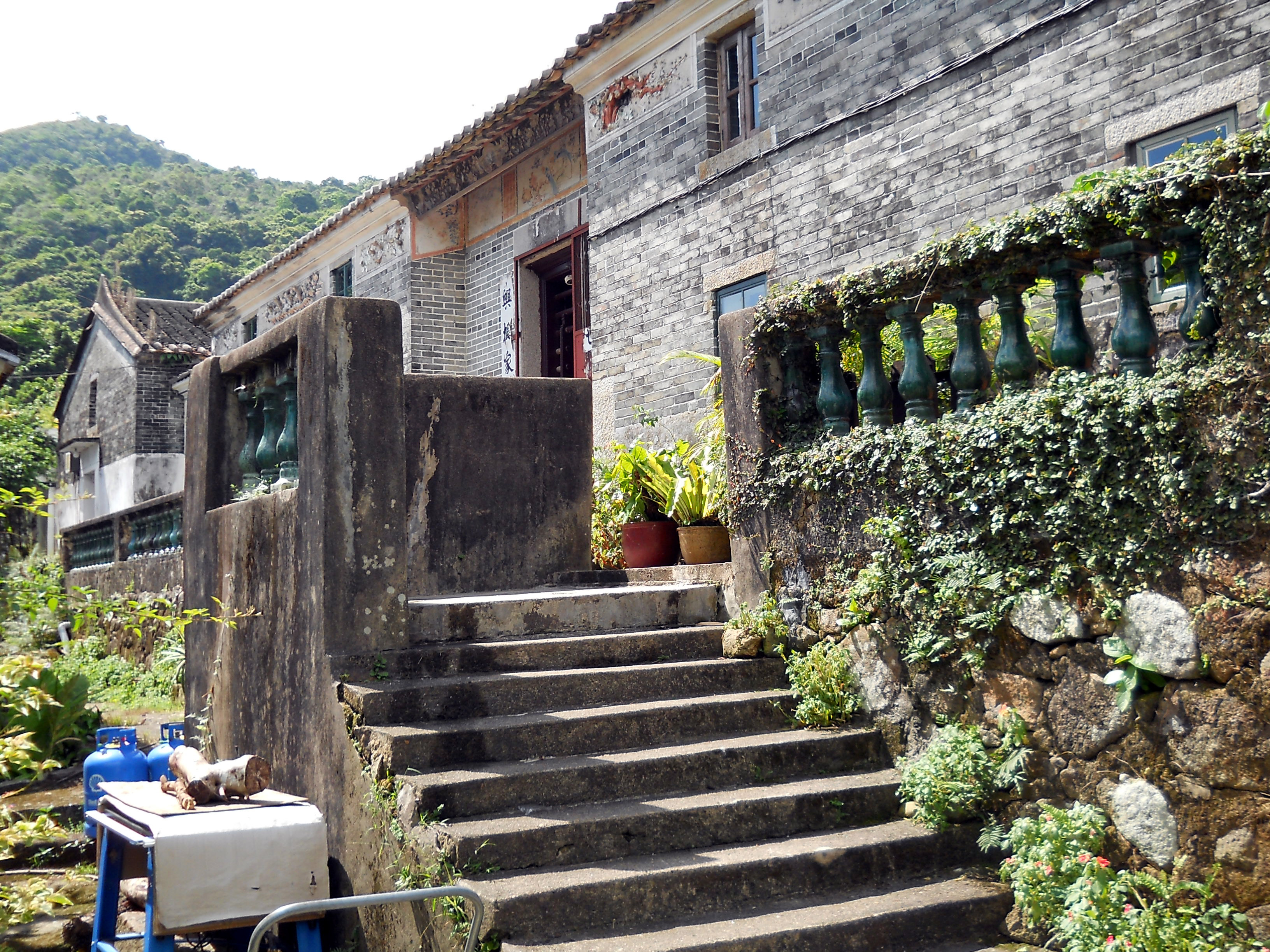
何氏舊居門樓

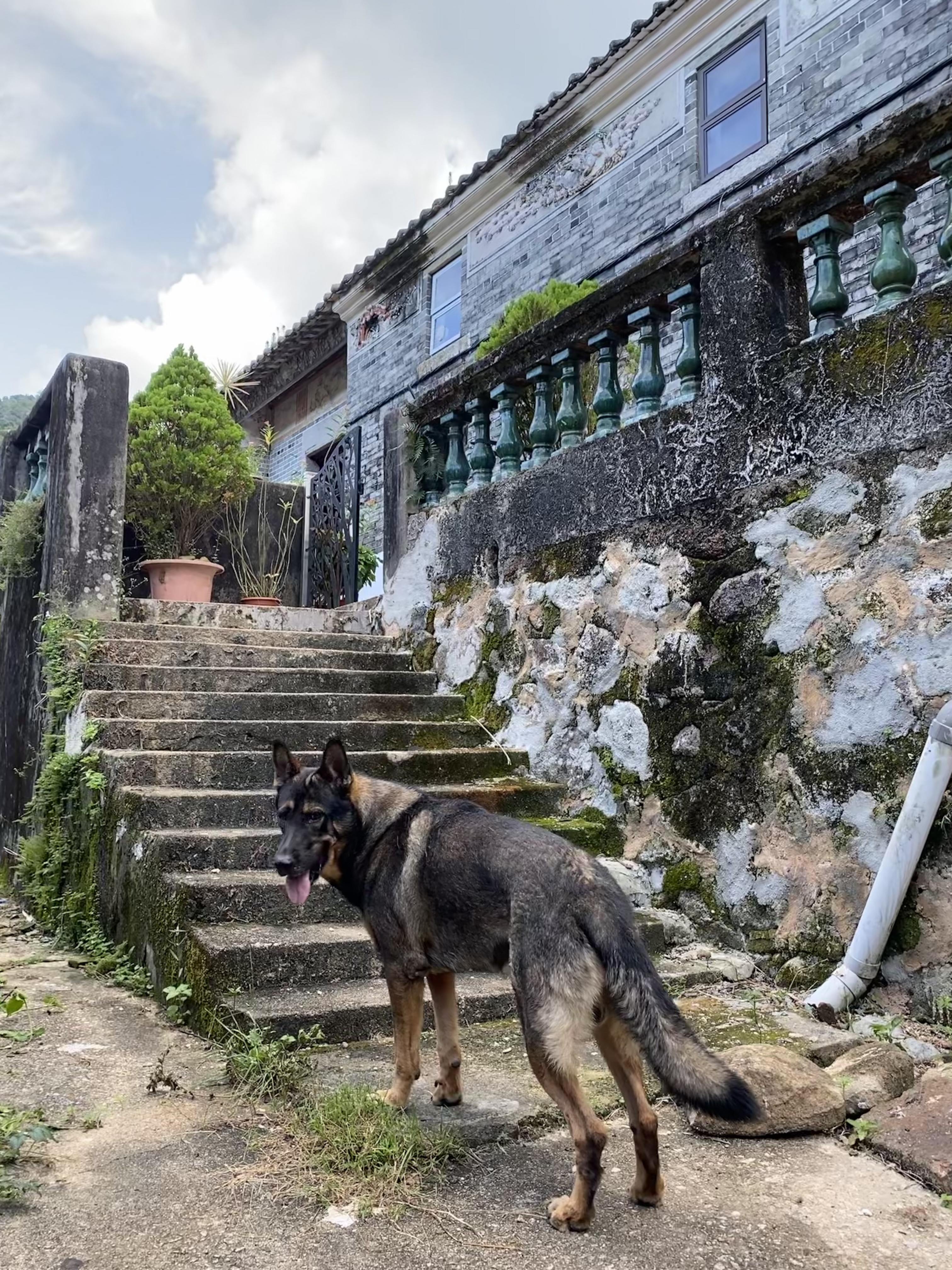
何氏Arrow德國牧羊犬

何氏舊居位於香港大埔區西貢北白沙澳，是何氏族人於1911至1915年間興建的大宅。何氏舊居的門樓、更樓、廂房、何氏祠堂及其兩側廂房於2010年11月10日獲確認為一級歷史建築。

## 歷史
白沙澳面對海下灣，是一條古老村莊。何氏舊居主人何氏兄弟約於19世紀末在英國輪船上擔任海員工頭和燒火，其後開設薦人館，介紹船上工作，自此積聚財富，並在原居地興建大宅和祠堂，代替原來細小殘破的舊宅。日佔時期大宅曾被日軍佔據。直至1929或1930年，大宅更樓的底層一直作書堂之用。1970年代末，大部分何氏族人移居海外，大宅因此空置。自1980年代中起，大宅便給外國人租用作為居所。但時至今日，何氏家族仍會在重陽節時返回祠堂拜祭祖先。